# Erling Kittelsen

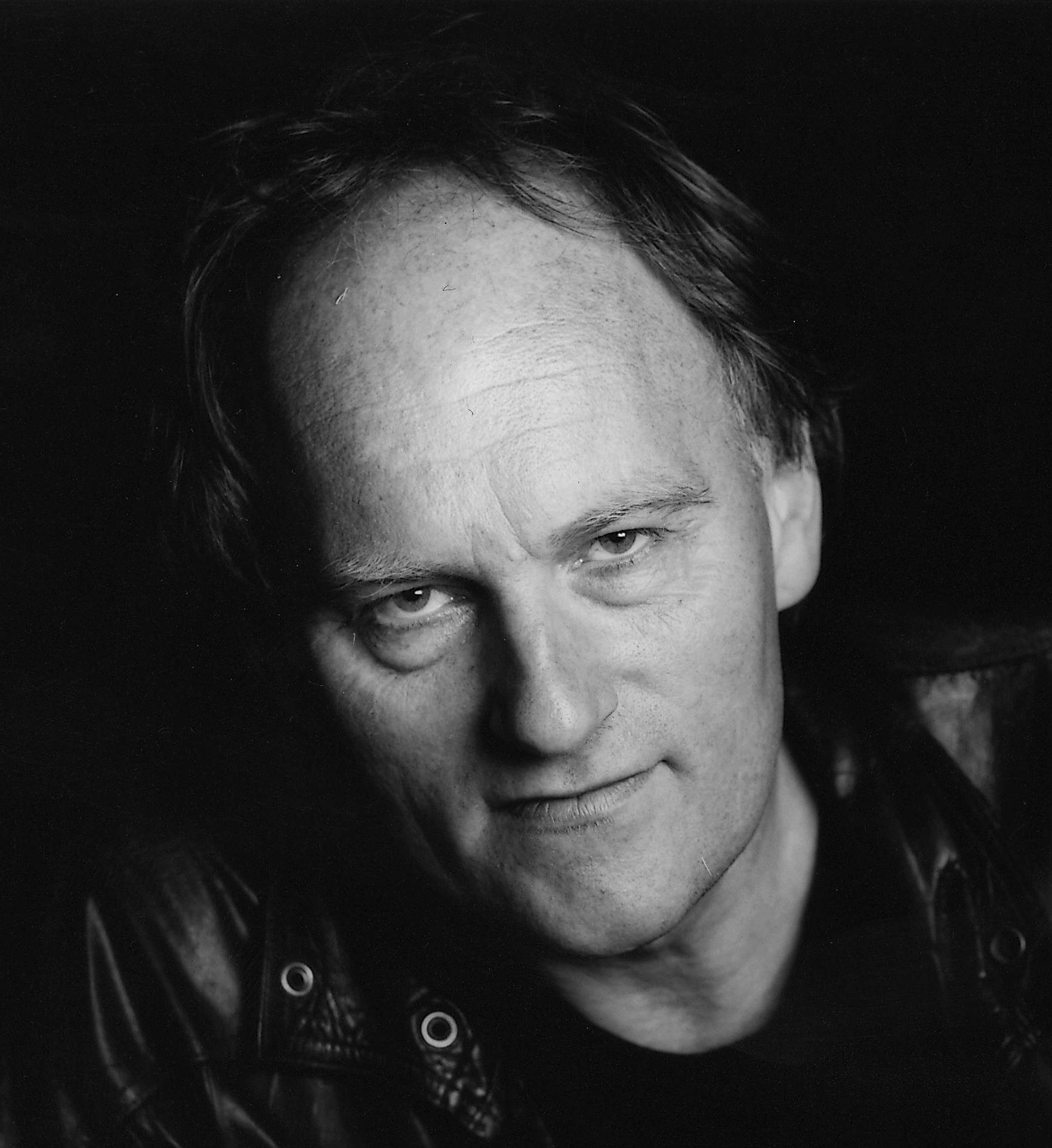
Erling Kittelsen.

Erling Kittelsen, född 10 april 1946 i Vennesla, är en norsk författare. Kittelsen har varit verksam inom de flesta litterära genrer, men torde vara mest känd för sin lyrik. 
Kittelsen debuterade 1970 med diktsamlingen Ville fugler - därefter har ett trettiotal böcker följt. Erling Kittelsern har gjort värdefulla insatser som översättare och introduktör av utländsk diktning. Bland annat har han översatt arabisk lyrik till norska samt dainasdikter från den lettiska litteraturen. Han har även skrivit dramatik.